# バレーボールヨルダン男子代表
バレーボールヨルダン男子代表は、バレーボールの国際大会で編成されるヨルダンの男子バレーボールナショナルチームである。

## 歴史
1970年に国際バレーボール連盟へ加盟。初出場の1987年アジア選手権は出場国中最下位の17位に終わり、それ以降、アジア選手権には20年以上出場していない。世界選手権大陸予選は2006年予選に出場したため、2010年1月付のFIVBランキングは85位に留まっている。

## 過去の成績

### オリンピックの成績
- 出場なし

### 世界選手権の成績
- 2006年 - アジア予選敗退

### アジア選手権の成績
- 1987年 - 17位